# جونغ تشان (كاتب)
جونغ تشان (هانغل: 정찬) هو كاتب كوري الجنوبي، ولد في 1953 في بوسان في كوريا الجنوبية.